# Thecla renidens
Thecla renidens är en fjärilsart som beskrevs av Max Wilhelm Karl Draudt 1920. Thecla renidens ingår i släktet Thecla och familjen juvelvingar. Inga underarter finns listade i Catalogue of Life.